# Thrène et Péan
Thrène et Péan est le nom de la troisième symphonie du compositeur néerlandais Matthijs Vermeulen.

## Histoire de l'œuvre
Cette symphonie est composée en 1921-1922, alors que le compositeur est parti en France à la recherche de meilleures conditions pour travailler.
La symphonie présente par son titre deux postures et deux thèmes : thrène, chant funèbre, et péan, chant de victoire. L'œuvre montre un passage des ténèbres à la lumière.
Elle n'est créée que le 24 mai 1939 à Amsterdam par l'orchestre royal du Concertgebouw dirigé par Eduard van Beinum.

## Mouvements
Cette symphonie n'est pas divisée en mouvements, mais comporte un Prélude et progresse en un seul mouvement en suivant un diagramme en trois parties.
1. Prélude
2. Molto tranquillo
3. Attaca allegro

Sa durée est d'une vingtaine de minutes.

## Discographie
- Orchestre philharmonique de La Haye dirigé par Ferdinand Leitner en 1977 (Donemus).